# Bhilwara (distrikt)
Bhilwara er et distrikt i staten Rajasthan i det nordlige Indien. Byen Bhilwara er distriktets hovedby.
Bhilwara-distriktet har et areal på 10.455 km² og en befolkning på 2.009.516. Distriktet ligger i det sydlige Rajasthan og har grænser til Ajmer mod nord, Bundi mod øst, Chittorgarh mod syd, samt Rajsamand mod vest.
25°21′N 74°38′Ø / 25.35°N 74.63°Ø